# Museu d'art asiàtic (Berlín)
El Museu d'Art Asiàtic de Berlín (en alemany Museum für Asiatische Kunst) és un espai cultural que alberga una rica col·lecció d'art provinent d'Àsia. Des de 2020 aquest museu forma part del Humboldt Forum, museu dedicat a la historia de l'esser humà, a l'art i la seva cultura, un museu que costà 680 milions d'euros. Aquest museu, situat en la capital alemanya, és reconegut per la seva varietat de peces artístiques que reflecteixen la diversitat i la riquesa cultural del continent asiàtic. Entre les seves destacades obres es troben escultures, pintures, i objectes d'art que representen diferents períodes i estils artístics d'Àsia. El museu consta d’una col·lecció que sobrepassa els 20.000 objectes, entre els quals es troben obres d’art de la India, d’Asia meridional, sudoriental i central. La institució es destaca per la seva contribució a la comprensió i apreciació de l'art asiàtic en un context europeu.

## Historia del museu
El Museu Asiàtic de Berlín, part dels Staatliche Museen zu Berlin, té una rica història que es remunta a l'auge de l'interès europeu per l'art i la cultura asiàtica durant segle XIX. Essencialment, es poden individuar quatre etapes generals: 

### Fundació i Primers Anys (1904-1933)
L’origen de certa part de la col·lecció es pot traçar fins a les col·leccions (sammlungen) reials de Berlín. Fou l’any 1906 quan el prestigiós historiador de l’art Wilhelm von Bode, conegut per les seves contribucions a l’art del Renaixement italià i la seva passió per l'art asiàtic, va decidir obrir el Museu d’Art Asiàtic. Aquesta col·lecció, més enllà de conformar-se per obres de les col·leccions reials, es varen engreixar per les substancioses donacions de la mecenes Marie Meyer i l'etnòleg Ernst Grosse. Durant aquest període la col·lecció va anar creixent exponencialment, mai va ser constant, sigui tant per les aportacions d'arqueòlegs, com compres, com donacions. Els primers anys del museu van estar marcats per l'adquisició de diverses obres d'art i artefactes d'Àsia, tant a través de donacions com d'expedicions de recol·lecció dutes a terme per curadors i exploradors.
L'any 1926 es creà la Deutschen Gesellschaft für Ostasiatische Kunst (Societat Alemanaya de l'Art d'Àsia Oriental), la cual, amb les donacions dels membres i l'activa reivindicació del seu patrimoni, aquesta pogué créixer i ampliar la col·lecció, la qual va anar in crescendo fins a l'esclat de la Segona Guerra Mundial. La seva ubicació tanmateix fou inconstant, passant de l'Illa dels Museus (Museumsinsel) a l'edicici del Museu d'Arts Decoratives, el qual, al mateix moment, incloïa el Museu de Prehistòria i Història Antiga, i posteriorment la biblioteca d'art.

### Període d'entre Guerres (1933-1945)
Durant el període nazi a Alemanya, el museu, com moltes altres institucions culturals, va experimentar desafiaments significatius. Moltes obres d'art asiàtiques van ser objecte d'estudi per part dels nazis a causa del seu interès en la suposada superioritat de la cultura europea. Durant la Segona Guerra Mundial, gran part de la col·lecció va ser traslladada per a la seva protecció, però l'edifici va sofrir danys pels bombardejos aliats.

### Postguerra i Reconstrucció (1945-2006)
Després de la guerra, es va dur a terme un esforç de reconstrucció tant de l'edifici com de la col·lecció. Es van restaurar moltes obres danyades durant el conflicte i es va fer un treball extens per a retornar al museu la seva esplendor original.
Durant les dècades següents, el museu va continuar expandint la seva col·lecció a través d'adquisicions, donacions i expedicions, consolidant-se com una de les principals institucions d'art asiàtic a Europa.

### Reobertura i Desenvolupament Recent (2006 fins a l'actualitat)
En 2006, després d'anys de renovacions i reestructuració, el Museu Asiàtic va reobrir les seves portes al públic en la seva ubicació actual a l'Illa dels Museus de Berlín.
Des de llavors, el museu ha continuat creixent i desenvolupant-se, amb l'addició de noves galeries, programes educatius i exposicions temporals que mostren la diversitat i la riquesa de l'art asiàtic al llarg de la història.
Ha mantingut una posició destacada en el camp de l'estudi i l'exhibició de l'art asiàtic, col·laborant amb altres institucions a tot el món i servint com un important centre de recerca i cultura a Berlín.

## La col·lecció
El museu conté pintures, escultures, restes arquitectòniques, tèxtils, orfebreria, joieria, miniatura, vasos, útils, objectes domèstics, monedes, objectes funeraris, mobles i armes. La col·lecció en el seu conjunt es pot dividir en dos principals categories.

### Col·lecció d'art del sud, sud-est i centre d'Àsia
Aquesta col·lecció comprèn les manifestacions artístiques produïdes a la regió indo-asiàtica, des del segle IV aC fins a l'actualitat, formada per l'Índia, Pakistan, Afganistan, Siri Lanka, Bangladesh i Nepal. També les regions autònomes de la República Popular Xinesa; Tibet i Xinjiang i els països del sud-est; Myanmar, Tailàndia, Cambodja, Vietnam i l'arxipèlag d'Indonèsia. L'any 2000 va redissenyar-se l'exposició permanent.
Al segle XII durant el període de domini islàmic a l'Índia, l'artesania va tenir el seu període d'esplendor, produint una gran varietat d'objectes de metall, ceràmica, talles de fusta, obres en ivori i jade, així com teixits preciosos. La col·lecció n'exposa juntament amb miniatures en color del període mongol i una àmplia col·lecció de manuscrits i miniatures de les quatre religions de l'Índia. La col·lecció també inclou figures de pedra i bronze, relleus de fang esmaltat, així com troballes de tombes prehistòriques (del 3r al 1r mil·lenni aC), com vasos de ceràmica i joies de bronze i vidre. El museu destaca com el centre de l'exposició: la Col·lecció de Turfan. El punt a destacar és la reconstrucció a escala completa d'un temple quadrat decorat amb els murals originals de la Cova 123 a l'oasi de Kucha.

### Col·lecció d'art d'Àsia Oriental
Aquesta col·lecció presenta una àmplia mostra d'art de la Xina, el Japó i Corea, els països que formen l'Àsia Oriental en l'àmbit territorial. Cada país té les seves galeries i col·leccions d'estudi. Destaquen la col·lecció de pintura japonesa i lacats de l'Àsia Oriental, reunida durant dècades pel comerciant i col·leccionista d'art Klaus Friedrich Naumann i la col·lecció Yuegutang de Berlín, que inclou ceràmica xinesa des del Neolític fins al segle XV.
Consta d'una sala central d'exposicions està dedicada a l'art budista, comú a les tres cultures, aquesta sala inclou escultures de pedra, metall i fusta, així com objectes de culte i escultures religioses. La pintura i la cal·ligrafia, unes de les formes d'expressió artístiques més famoses de l'Àsia Oriental, són fetes sobre suports i amb materials orgànics. Per tant, són molt sensibles a la llum i es presenten en exposicions temàtiques temporals que canvien regularment. Les obres de la Xina Imperial i del segle XX es mostren en sales d'exposicions individuals.
Presenta una sala de te, construïda per fusters japonesos, que serveix com a espai per fer "sessions de te". Aquests esdeveniments ofereixen una representació en viu de com s'utilitzaven originalment els objectes de ceràmica i lacat exposats a una de les sales adjacents.